# Гергей-Андраш-Дьюла Сабо
Гергей-Андраш-Дьюла Сабо (рум. Gergely-Andras-Gyula Szabo; нар. 13 квітня 1983) – румунський гравець і шаховий тренер (Тренер ФІДЕ від 2013 рок), гросмейстер від 2010 року.

## Шахова кар'єра
1993-2000 роках неодноразово представляв Румунію на чемпіонаті світу та Європи серед юніорів у різних вікових категоріях. 2001 року здобув у Соваті бронзову медаль чемпіонату країни серед юніорів до 18 років. У 2008 році в місті Клуж-Напока виграв чемпіонат Румунії.
Гросмейстерські норми виконав у 2009 році на турнірах в Бухаресті (меморіал Віктора Чокилті, поділив 1-місце разом з Константіном Лупулеску і Йоаном-Крістьяном Кіріле), Сараєво (поділив 4-те місце позаду Ніколи Седлака, Бояна Вуковича і Мілана Драшко), а також Белграді (поділив 2-ге місце позаду Марціна Дзюби, разом із зокрема, Бошко Абрамовичем, Мірчою Пирліграсом і Алексою Стриковичем). Досягнув низки інших успіхів, зокрема:
- посів 1-ше місце в Бухаресті (2000),
- посів 1-ше місце в Лос-Льянос-де-Аріда (2004),
- поділив 1-ше місце в Ла-Фері (2004, разом з Малахатьком, Тиграном Гарамяном, Вієстурсом Меєрсом і Живко Братановим)[2],
- посів 2-ге місце в Лос-Льянос-де-Аріда (2005, позаду Хрістіана Зіла),
- поділив 1-ше місце в Кап-Аврорі (2005, разом з Владом-Крістіаном Жіану),
- поділив 1-ше місце в Бейле-Феліксі (2007, разом із, зокрема, Мар'юсом Манолаке і Аліном Береску),
- поділив 1-ше місце в Ефоріє (2007, разом з Борисом Чаталбашевим),
- поділив 1-ше місце в Бейле-Феліксі (2008, разом із зокрема, Владиславом Неведничим і Аліном Береску),
- поділив 1-ше місце в Сонячному Березі (2009, разом з Момчілом Ніколовим і Валентином Йотовим),
- поділив 2-ге місце в Бухаресті (2010, меморіал Віктора Чокилті, Андрєм Мураріу, разом з Вадимом Шишкіним),
- посів 1-ше місце в Бухаресті (2011, меморіал Віктора Чокилті).

Неодноразово представляв Румунію на командних змаганнях, зокрема:
- тричі на командних чемпіонатах Європи (2009, 2011, 2013)[3],
- на шаховій олімпіаді серед юніорів до 16 років (1999)[4],
- двічі на командних чемпіонатах Європи серед юніорів до 18 років (2000, 2001); дворазовий призер в командному заліку – срібний (2001) і бронзовий (2000)[5].

Найвищий рейтинг Ело в кар'єрі мав станом на 1 липня 2010 року, досягнувши 2568 очок займав тоді 5-те місце серед румунських шахістів.

## Зміни рейтингу
| На цьому місці має відображатися графік чи діаграма, однак з технічних причин його відображення наразі вимкнено. Будь ласка, не видаляйте код, який викликає це повідомлення. Розробники вже працюють для того, щоби відновити штатне функціонування цього графіка або діаграми. | |
| | На цьому місці має відображатися графік чи діаграма, однак з технічних причин його відображення наразі вимкнено. Будь ласка, не видаляйте код, який викликає це повідомлення. Розробники вже працюють для того, щоби відновити штатне функціонування цього графіка або діаграми. |